# Traci Bingham
Traci Bingham właśc. Julie Anne Smith (ur. 13 stycznia 1968 r. w Cambridge, USA) – amerykańska aktorka i modelka.

## Filmografia

### Filmy
- 2009 – Spats
- 2009 – Forever Plaid... Usher
- 2008 – Black Widow... Lynda
- 2008 – Forever Plaid... mistrzyni ceremonii
- 2004 – Lingerie Bowl... gospodyni
- 2003 – More Mercy... Sandra Marshall
- 2003 – Malibooty
- 2000 – The Private Public... Laina Brookhart
- 1999 – Głupek... Simone
- 1999 – The Dream Team... Victoria Carrera
- 1999 – D.R.E.A.M. Team... Victoria Carrera
- 1998 – Beach Movie... Stephanie
- 1995 – Władca demonów

#### We własnej osobie
- 2003 – Four Fingers of The Dragon
- 1998 – Kociaki ze Słonecznego patrolu

### Seriale
- 2003-2004 – Rock Me Baby... Kia (gościnnie)
- 2000-2001 – Strip Mall... Dawna
- 1999-2004 – Egzamin z życia... Angela (gościnnie)
- 1996-2001 – The Jamie Foxx Show... Donyel (gościnnie)
- 1996-2000 – Malcolm & Eddie... Jane (gościnnie)
- 1990-1996 – Życie jak sen... aktorka porno (gościnnie)
- 1990-1996 – Bajer z Bel-Air... pomocnik Świętego Mikołaja (gościnnie)
- 1989-2001 – Słoneczny patrol... Jordan Tate (1996-1998)
- 1987-1997 – Świat według Bundych... tancerka (gościnnie)